# 4-bit

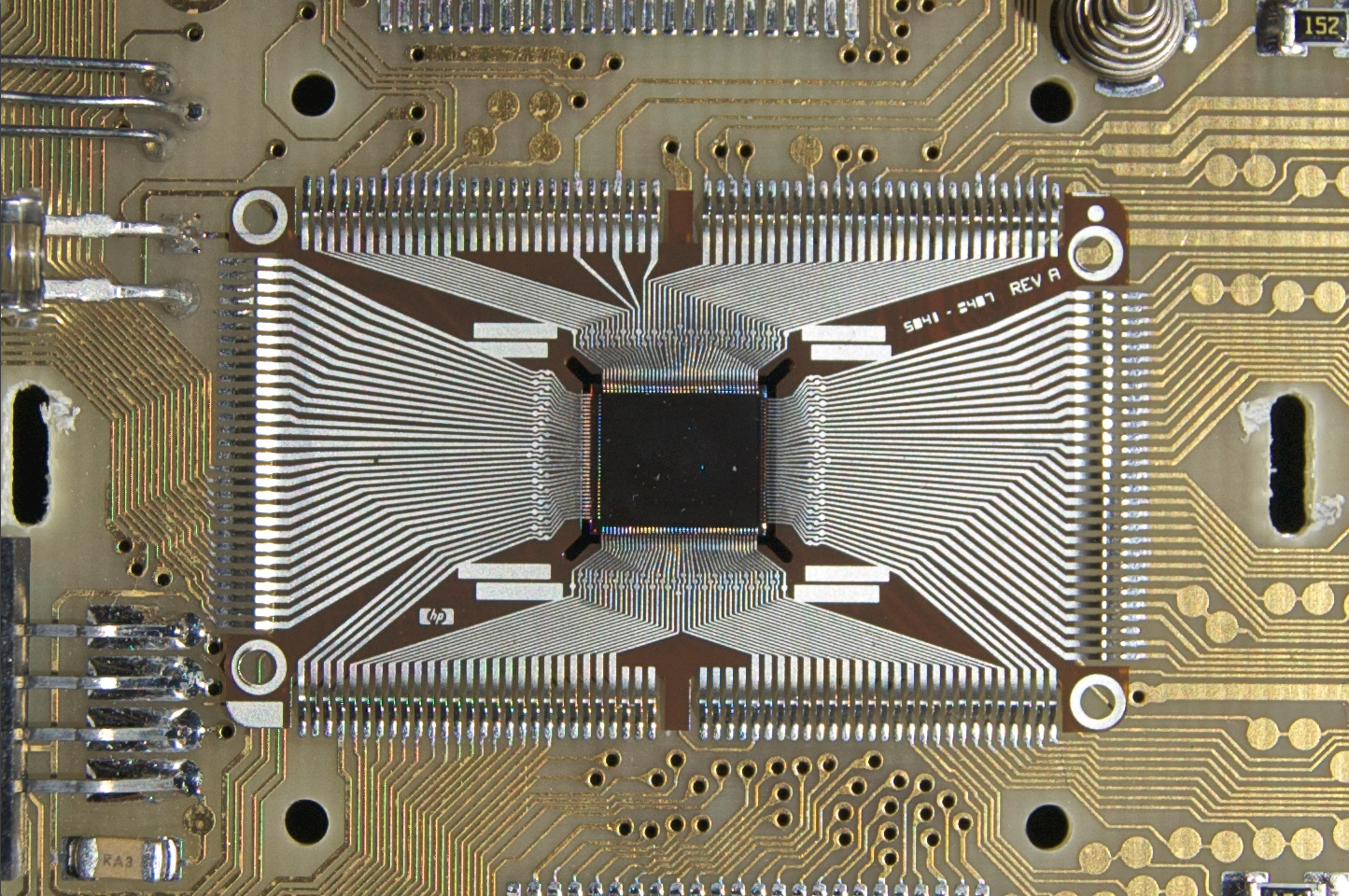
HP Saturn

4-bit este o arhitectură a unui microprocesor ale cărui registre interne, adrese de memorie, date transferate pentru fiecare citire sau scriere în memoria centrală, utilizează o lungime a cuvântului de 4 biți, (1/2 octet sau semioctet, 24 = 16 valori posibile).
Primele microprocesoare de 4 biți au fost Intel 4004, TMS1000, HP Saturn,  NEC  uPD75X produse în anii 1970 și 1980.
Majoritatea microprocesoarelor pe 4 biți au fost folosite aproape exclusiv în computerele timpurii, microcontroleri, și console de jocuri video.
Microprocesoarele pe 4 biți continuă să fie utilizate și în prezent (de obicei ca parte a unui microcontroler) în aplicații sensibile la costuri și consum redus de energie care necesită o putere minimă de calcul (dispozitive wireless, internet of things, sisteme înglobate cum ar fi familiile S1C60 și S1C63 ale Epson, sau Atmel MARC4 (până în 2014).

## Microprocesoare pe 4 biți

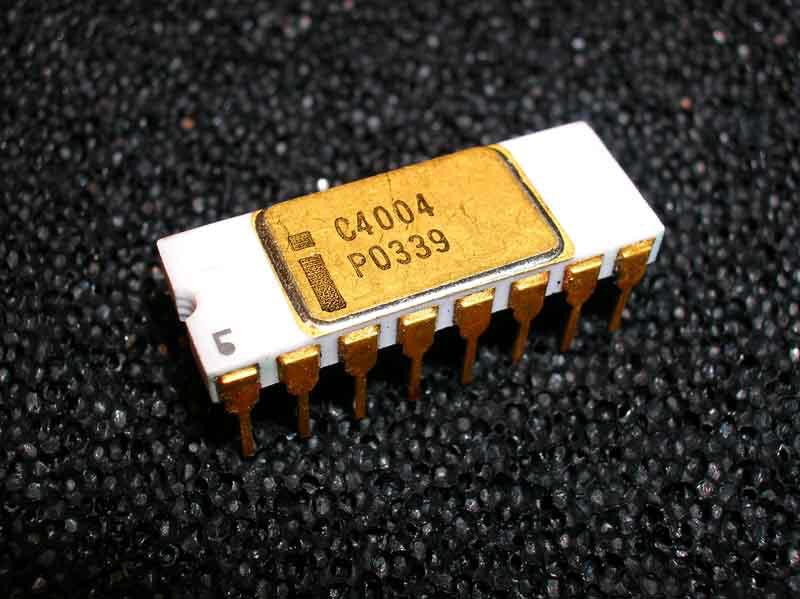
Intel 4004

- AMD Am2900
- AMI 9209
- Fairchild 4700
- Hitachi HD35404
- HP Saturn
- Intel 4004
- Intel 4040
- Motorola 10800
- National IMP-4
- Rockwell PPS-4

## Microcontrolere pe 4 biți

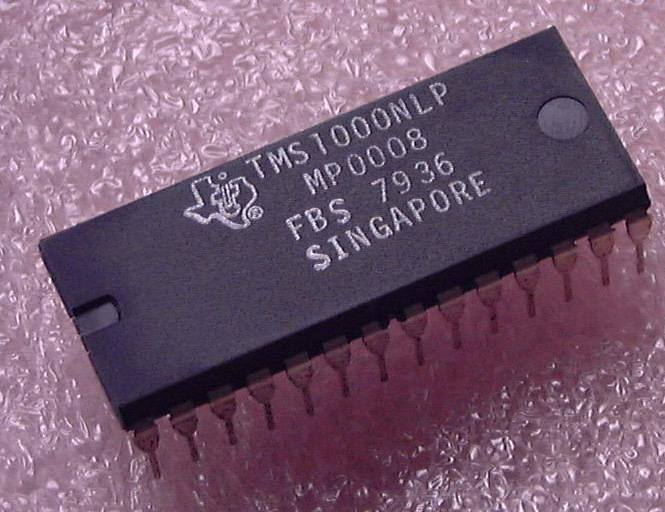
TMS1000 microcontroler

| - Atmel MARC4 - AMI S2000 - Epson S1C60 - Epson S1C63 - Fujitsu MB88200 - Hitachi HD404720 - ITT 7150 - Matsushita MN1400 - Mitsubishi M50430 / 440 - MMI 5700 | - National MAPS (MM570x) - NEC μCOM-4 - OKI OLMS-40 / 50 / 60 / 64 / 65 - Rockwell PPS-4/1 - Sanyo LC65 - Sharp SM - Sony SPC500 - TI TMS1000 - Toshiba T3400 - WD CR1872 |